# پرستون (نوادا)
پرستون، نوادا (به انگلیسی: Preston, Nevada) یک سکونتگاه مسکونی در ایالات متحده آمریکا است که در شهرستان وایت‌پاین، نوادا واقع شده‌است.

## خصوصیات
پرستون ۳٫۱ کیلومترمربع مساحت و ۷۸ نفر جمعیت دارد و ۱٬۷۱۷٫۸۷ متر بالاتر از سطح دریا واقع شده‌است.